# Tunander
För släktartiklar, se Tunander från Dalarna och Thunander från Västergötland
Tunander och Thunander är ett svenskt efternamn som enligt SCB bärs av följande antal den 31 december 2013:
- Tunander: 83
- Thunander: 134

Tillsammans blir detta 217.

## Alfabetisk lista över kända personer med namnet
- Britt Tunander (född 1921), författare och journalist
- Gunnar Thunander (1883–1967), skolman
- Ingemar Tunander (1916–1997), museiman och författare
- Karl Thunander (1847–1926), kyrkoherde i Öja församling, Södermanland, prost
- Karl Axel Thunander (1930–2001), musikdirektör
- Nils Tunander (1625–1679), teolog
- Ola Tunander (född 1948), professor
- Pontus Tunander (1957–2011), författare, målare och konservator
- Rudolf Thunander (1921–2003), lärare, historiker och författare
- Tina Thunander (född 1955), journalist och författare